# 斉藤光毅
斉藤 光毅（さいとう こうき、2001年8月10日 - ）は、東京都出身のプロサッカー選手。EFLチャンピオンシップ・クイーンズ・パーク・レンジャーズFC所属。ポジションはミッドフィールダー。

## 来歴

### クラブ

#### 横浜FC
横浜FCのアカデミー出身。2018年3月、高校2年生ながらトップチームに2種登録された。同年7月21日のJ2第24節FC岐阜戦、途中出場でJリーグ初出場し、16歳11カ月11日でクラブ史上最年少でトップチームデビューした。同試合では試合終了までの数分間、35歳差の三浦知良と2トップを組み、Jリーグ史上最大年齢差の同時出場が話題となった。8月31日、9月1日より横浜FCとプロ契約することが発表された。
2019年4月3日、第7節の愛媛FC戦でプロ入り初得点を決めた。続く4月7日、第8節のアビスパ福岡戦でプロ入り初先発を果たした。7月20日、第23節の栃木SC戦では決勝点を決めて、ケガから復帰後2試合連続ゴールを決めた。
2020年7月8日、第3節の柏レイソル戦でJ1初ゴールを決めて勝利に貢献した。

#### ロンメルSK
2020年11月11日、2020年シーズン終了後にベルギー2部のロンメルSKに完全移籍することが発表された。2021年2月21日、新型コロナウイルスの濃厚接触者になってしまい、デビューが遅れたが第20節のリールセSK戦で初出場を果たした。
2021年4月6日の第25節のKMSKダインゼ戦で初アシストをマーク。
20-21シーズンは公式戦10試合0ゴール1アシスト(リーグ戦9試合0ゴール1アシスト カップ戦1試合0ゴール0アシスト)に終わった。
翌21-22シーズンの2021年8月15日、第1節ワースラント＝ベフェレン戦で初ゴールをマーク。

#### スパルタ・ロッテルダム
2022年6月25日、オランダのスパルタ・ロッテルダムに期限付き移籍で加入した。9月3日、FCフォレンダム戦で途中出場から公式戦デビューを果たし、2アシストの活躍をした。

#### クイーンズ・パーク・レンジャーズFC
2024年8月、EFLチャンピオンシップのクイーンズ・パーク・レンジャーズFCに期限付き移籍で加入した。

### 代表
2017年、U-16日本代表に選出され、U-16インターナショナルドリームカップで大会MVPと得点王を獲得し、優勝に貢献した。その活躍が認められ、U-17日本代表にも選出。同年9月、鎖骨骨折の怪我を負っていたが、2017 FIFA U-17ワールドカップのメンバー入りした。しかし、練習で再び負傷したため、代わって棚橋尭士が招集された。
2018年、AFC U-19選手権では最年少で選出。第2戦のU-19タイ代表戦では2試合連続で先発し、2試合連続で得点を決めて決勝トーナメント進出に貢献した。
2019年、FIFA U-20ワールドカップの日本代表メンバーに最年少で選出される。第3戦のイタリア戦まで出場するも、負傷で途中でチームを離脱することになった。

## 所属クラブ
ユース経歴
- 2008年 - 2013年 犬蔵SC（川崎市立白幡台小学校[1]）
- 2014年 - 2016年 横浜FCジュニアユース（川崎市立犬蔵中学校[1]）
- 2017年 - 2018年 横浜FCユース（県立新栄高校[1]）
  - 2018年3月 - 同年8月 横浜FC（2種登録選手）

プロ経歴
- 2018年9月 - 2020年  横浜FC
- 2021年 -  ロンメルSK
  - 2022年6月 - 2024年6月  スパルタ・ロッテルダム（期限付き移籍）
  - 2024年8月 -  クイーンズ・パーク・レンジャーズFC（期限付き移籍）

## 個人成績
| 国内大会個人成績 | 国内大会個人成績       | 国内大会個人成績 | 国内大会個人成績 | 国内大会個人成績 | 国内大会個人成績 | 国内大会個人成績 | 国内大会個人成績 | 国内大会個人成績 | 国内大会個人成績 | 国内大会個人成績 | 国内大会個人成績 |
| 年度             | クラブ                 | 背番号           | リーグ           | リーグ戦         | リーグ戦         | リーグ杯         | リーグ杯         | オープン杯       | オープン杯       | 期間通算         | 期間通算         |
| 年度             | クラブ                 | 背番号           | リーグ           | 出場             | 得点             | 出場             | 得点             | 出場             | 得点             | 出場             | 得点             |
| 日本             | 日本                   | 日本             | 日本             | リーグ戦         | リーグ戦         | リーグ杯         | リーグ杯         | 天皇杯           | 天皇杯           | 期間通算         | 期間通算         |
| ---------------- | ---------------------- | ---------------- | ---------------- | ---------------- | ---------------- | ---------------- | ---------------- | ---------------- | ---------------- | ---------------- | ---------------- |
| 2018             | 横浜FC                 | 43               | J2               | 2                | 0                | -                | -                | 0                | 0                | 2                | 0                |
| 2019             | 横浜FC                 | 23               | J2               | 29               | 6                | -                | -                | 2                | 0                | 31               | 6                |
| 2020             | 横浜FC                 | 23               | J1               | 32               | 3                | 2                | 0                | -                | -                | 34               | 3                |
| ベルギー         | ベルギー               | ベルギー         | ベルギー         | リーグ戦         | リーグ戦         | リーグ杯         | リーグ杯         | ベルギー杯       | ベルギー杯       | 期間通算         | 期間通算         |
| 2020-21          | ロンメル               | 9                | プロキシマス     | 9                | 0                | -                | -                | 1                | 0                | 10               | 0                |
| 2021-22          | ロンメル               | 9                | プロキシマス     | 20               | 5                | -                | -                | 2                | 1                | 22               | 6                |
| オランダ         | オランダ               | オランダ         | オランダ         | リーグ戦         | リーグ戦         | リーグ杯         | リーグ杯         | KNVBカップ       | KNVBカップ       | 期間通算         | 期間通算         |
| 2022-23          | スパルタ・ロッテルダム | 11               | エールディヴィジ | 26               | 7                | -                | -                | 2                | 0                | 28               | 7                |
| 2023-24          | スパルタ・ロッテルダム | 11               | エールディヴィジ | 21               | 3                | -                | -                | 0                | 0                | 21               | 3                |
| イングランド     | イングランド           | イングランド     | イングランド     | リーグ戦         | リーグ戦         | FLカップ         | FLカップ         | FAカップ         | FAカップ         | 期間通算         | 期間通算         |
| 2024-25          | QPR                    | 11               | EFL              | 39               | 3                | 2                | 0                | 1                | 0                | 42               | 3                |
| 通算             | 日本                   | 日本             | J1               | 32               | 3                | 2                | 0                | -                | -                | 34               | 3                |
| 通算             | 日本                   | 日本             | J2               | 31               | 6                | -                | -                | 2                | 0                | 33               | 6                |
| 通算             | ベルギー               | ベルギー         | プロキシマス     | 29               | 5                | -                | -                | 3                | 1                | 32               | 6                |
| 通算             | オランダ               | オランダ         | エールディヴィジ | 47               | 10               | -                | -                | 2                | 0                | 49               | 10               |
| 通算             | イングランド           | イングランド     | EFL              | 39               | 3                | 2                | 0                | 1                | 0                | 42               | 3                |
| 総通算           | 総通算                 | 総通算           | 総通算           | 178              | 27               | 4                | 0                | 8                | 1                | 190              | 28               |

その他の公式戦
- 2023年
  - エールディヴィジ・プレーオフ 4試合0得点
- 2024年
  - エールディヴィジ・プレーオフ 1試合0得点

出場歴
- Jリーグ初出場 - 2018年7月21日 J2第24節 vsFC岐阜（ニッパツ三ツ沢球技場）
- Jリーグ初得点 - 2019年4月3日 J2第7節 vs愛媛FC（ニンジニアスタジアム）

## タイトル

### 代表
U-21日本代表
- ドバイカップU-23（2022年）

## 代表歴
- U-16日本代表
  - U-16インターナショナルドリームカップ（2017年）
- U-17日本代表
  - 国際ユースサッカーin新潟（2017年）
  - FIFA U-17ワールドカップ（2017年、怪我で離脱）
- U-18日本代表
  - 第24回リスボン国際トーナメントU18（2018年）[24]
  - SBSカップ 国際ユースサッカー（2018年）
- U-19日本代表
  - メキシコ遠征（2018年）
  - AFC U-19選手権（2018年）
  - ブラジル遠征（2018年）
- U-20日本代表
  - 欧州遠征（2019年）
  - FIFA U-20ワールドカップ（2019年）
- U-21日本代表
  - ドバイカップU-23（2022年）
  - AFC U23アジアカップ（2022年）
  - 欧州遠征（2022年）
- U-23日本代表
  - パリオリンピック2024（2024年）